# Домброва (гміна Іновлудз)
Домброва (пол. Dąbrowa) — село в Польщі, у гміні Іновлудз Томашовського повіту Лодзинського воєводства.
Населення — 65 осіб (2011).
У 1975-1998 роках село належало до Пйотрковського воєводства.

## Демографія
Демографічна структура станом на 31 березня 2011 року:
|          | Загалом | Допрацездатний вік | Працездатний вік | Постпрацездатний вік |
| -------- | ------- | ------------------ | ---------------- | -------------------- |
| Чоловіки | 27      | 7                  | 16               | 4                    |
| Жінки    | 38      | 11                 | 20               | 7                    |
| Разом    | 65      | 18                 | 36               | 11                   |